# Ceratina punctigena (Van der Vecht)
Ceratina punctigena is een vliesvleugelig insect uit de familie bijen en hommels (Apidae). De wetenschappelijke naam van de soort is voor het eerst geldig gepubliceerd in 1952 door Van der Vecht.